# Vom Stadtpark die Laternen
Singles de Gitte & Rex Gildo
Zwei auf einer Bank
(janvier 1964)
Vom Stadtpark die Laternen (en français, Les Lanternes du parc de la ville) est une chanson écrite par Kurt Feltz et composée par Heinz Gietz. Interprétée en premier par le duo Gitte & Rex Gildo, elle est numéro un des ventes en Allemagne en 1963.

## Histoire
Heinz Gietz, déjà connu, compose la chanson comme un slow fox. L'écrivain Kurt Feltz qui travaille avec Gietz depuis de nombreuses années, a déjà une longue liste de succès. Le duo vocal Gitte  et Rex Gildo est formé par la maison de disques Electrola lorsqu'en 1963 la Norddeutscher Rundfunk cherche un partenaire pour une émission de télévision avec la jeune chanteuse danoise. Alors que Gitte a déjà une carrière d'enfant star dans son pays natal, mais n'a pas encore percé en Allemagne malgré plusieurs enregistrements, Rex Gildo a un certain nombre de succès.
Le titre Vom Stadtpark die Lantern est enregistré le 24 avril 1963 à 19h00 au Electrola Studio de Cologne sous la direction de Heinz Gietz. Il est conçu par la maison de disques comme une face A pour le single avec le numéro de catalogue 22418. La chanson Hey-Hey, olé, que Gitte et Rex Gildo avaient déjà enregistrée le 4 avril, est pressée en face B. Alors que les derniers singles sont sortis par Gitte et Rex Gildo sous le label Electrola, le duo paraît sur le label sœur Columbia. Le disque n'arrive dans les magasins de disques allemands qu'à la fin du mois d'août 1963, parce que Gitte avec Ich will 'nen Cowboy als Mann et Rex Gildo avec Zwei blaue Vergißmeinnicht ont déjà des succès dans les hit-parades.
Von Stadtpark die Lantern est mentionné pour la première fois dans le hit-parade dans le numéro du 20 septembre 1963 du magazine musical Musikmarkt à la 43e place. Après que le titre est présent dans les hit-parades de la radio allemande au cours de la dernière semaine de septembre, le magazine pour jeunes Bravo rapporte la chanson dans sa liste de succès Musicbox du 22 octobre à la 12e place. En novembre, le duo Gitte et Rex Gildo est au sommet des deux magazines. À la radio, Von Stadtpark die Lantern n'est en première place qu'en Bavière.

## Reprises
Une version immédiate en 1963 est interprétée par les Gregory Twins pour le label Tempo sous le nom Im Stadtpark die Laternen. Les instrumentistes Will Glahé (Decca, 1964) et Fritz Schulz-Reichel (Der schräge Otto: Die Beschwipste Hit-Parade, Polydor) publient le titre. Ireen Sheer est en duo avec Rex Gildo pour un disque paru en 2006.

## Source de la traduction
- (de) Cet article est partiellement ou en totalité issu de l’article de Wikipédia en allemand intitulé « Vom Stadtpark die Laternen » (voir la liste des auteurs).